# ماريا كون
ماريا كون (بالكرواتية: Marija Kohn)‏ هي ممثلة كرواتية، ولدت في 7 أغسطس 1934 في كرواتيا، وتوفيت في 16 يوليو 2018 بزغرب في كرواتيا بسبب مرض.

## وصلات خارجية
- ماريا كون على موقع IMDb (الإنجليزية)
- ماريا كون على موقع ألو سيني (الفرنسية)
- ماريا كون على موقع أول موفي (الإنجليزية)
- ماريا كون على موقع قاعدة بيانات الفيلم (الإنجليزية)
- ماريا كون على موقع كينوبويسك (الروسية)